# Park Ribalta

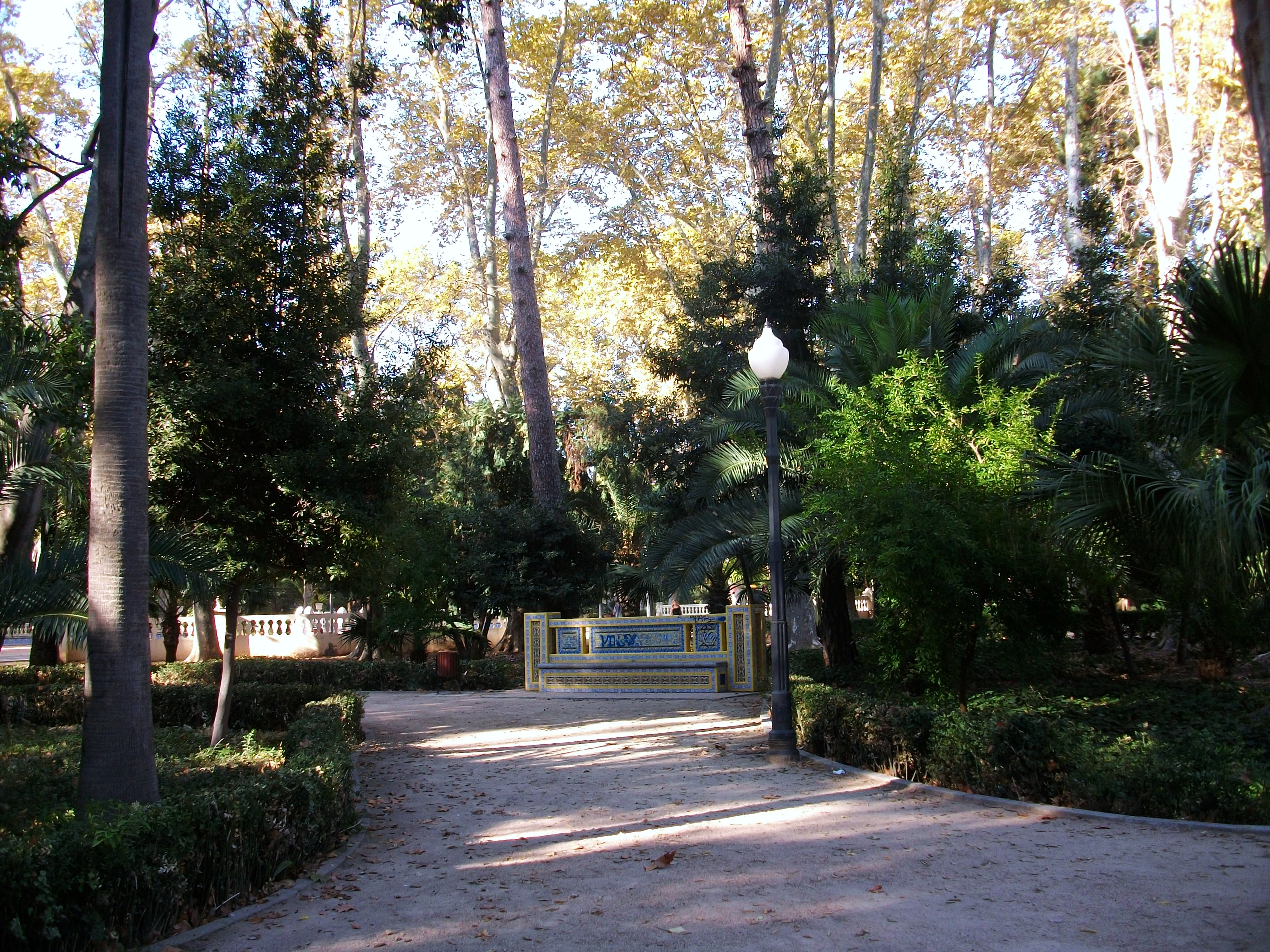
Blick in den Park

Der Park Ribalta (valencianisch Parc Ribalta, spanisch Parque Ribalta) ist eine Parkanlage im Zentrum der spanischen Mittelmeerstadt Castellón de la Plana. Der Park gehört heute zu den wichtigsten Sehenswürdigkeiten der Stadt.

## Lage und Aufbau
Der Park liegt im westlichen Teil des Stadtzentrums und wird von allen Seiten durch Straßen begrenzt. Direkt südlich vom Park liegt die Stierkampfarena Castellón. Nordöstlich grenzt der repräsentative Unabhängigkeitsplatz mit modernistischen Gebäuden an den Park.
Der heutige Park weist eine annähernd rechteckige Form auf und wird durch einen nicht mehr für den Straßenverkehr zugänglichen ehemaligen Abschnitt der Morella-Straße in einen nördlichen und südlichen Teil untergliedert. Entlang der ehemaligen Straße befinden sich heute eine Vielzahl an Bänken, die mit Mosaiken verziert sind.
Im nördlichen Teil des Parks befinden sich zwei kreisförmige Plätze, die durch einen geraden Weg verbunden sind. Auf dem westlichen und größeren Platz steht heute ein Rundbau. Auf dem östlichen Platz befindet sich ein Denkmal des spanischen Malers Francesc Ribalta. Der trapezförmige südliche Teil besitzt einen zentralen kreisförmigen Platz von dem aus strahlenförmige Pfade abgehen. Mittig auf dem Platz steht ein Obelisk. Zwischen den strahlenförmigen Pfaden gibt es viele kleine sich windende Wege. Am westlichen Rand befindet sich eine größere Teichanlage. Auf halber Strecke der ehemaligen Morella-Straße steht an der südlichen Seite ein Musikpavillon, der über einen Pfad mit dem zentralen Platz des südlichen Teils verbunden ist.
Über das gesamte Gelände ist eine Vielzahl an Denkmäler verteilt.

## Geschichte
Der Park wurde 1868 zur Eröffnung der Bahnstrecke Valencia-Sagunto-Castellón, wenige hundert Meter südlich des Bahnhofs, errichtet und sollte Besuchende der Stadt beeindrucken. D. Lluis Alfonso war für das Projekt und die Gestaltung des Parks verantwortlich. Sein Entwurf orientierte sich an Englischen Gärten.
1876 erfolgte die südliche Erweiterung des Parks. Der Entwurf des neuen Abschnitts stammte von D. Lluis Alfonso, D. Salvador Fors und dem Gärtner Francesc Tirado.
1898 wurde der von Francesc Tomàs Traver entworfene Obelisk auf dem zentralen Platz des südlichen Teils eingeweiht. Der Obelisk erinnert an die Verteidigung Castellóns im Bürgerkrieg gegen die Truppen der Carlisten zwischen dem 7. und 9. Juli 1837. Der Obelisk wurde 1932 zerstört und 1980 wieder aufgebaut. 1920 wurde im westlichen Teil des Parks ein neuer Teich angelegt. 1934 wurde ein Musikpavillon am südlichen Rand der ehemaligen Morella-Straße errichtet.
Im Park befinden sich heute über 450 verschiedene Pflanzenarten.

## Galerie

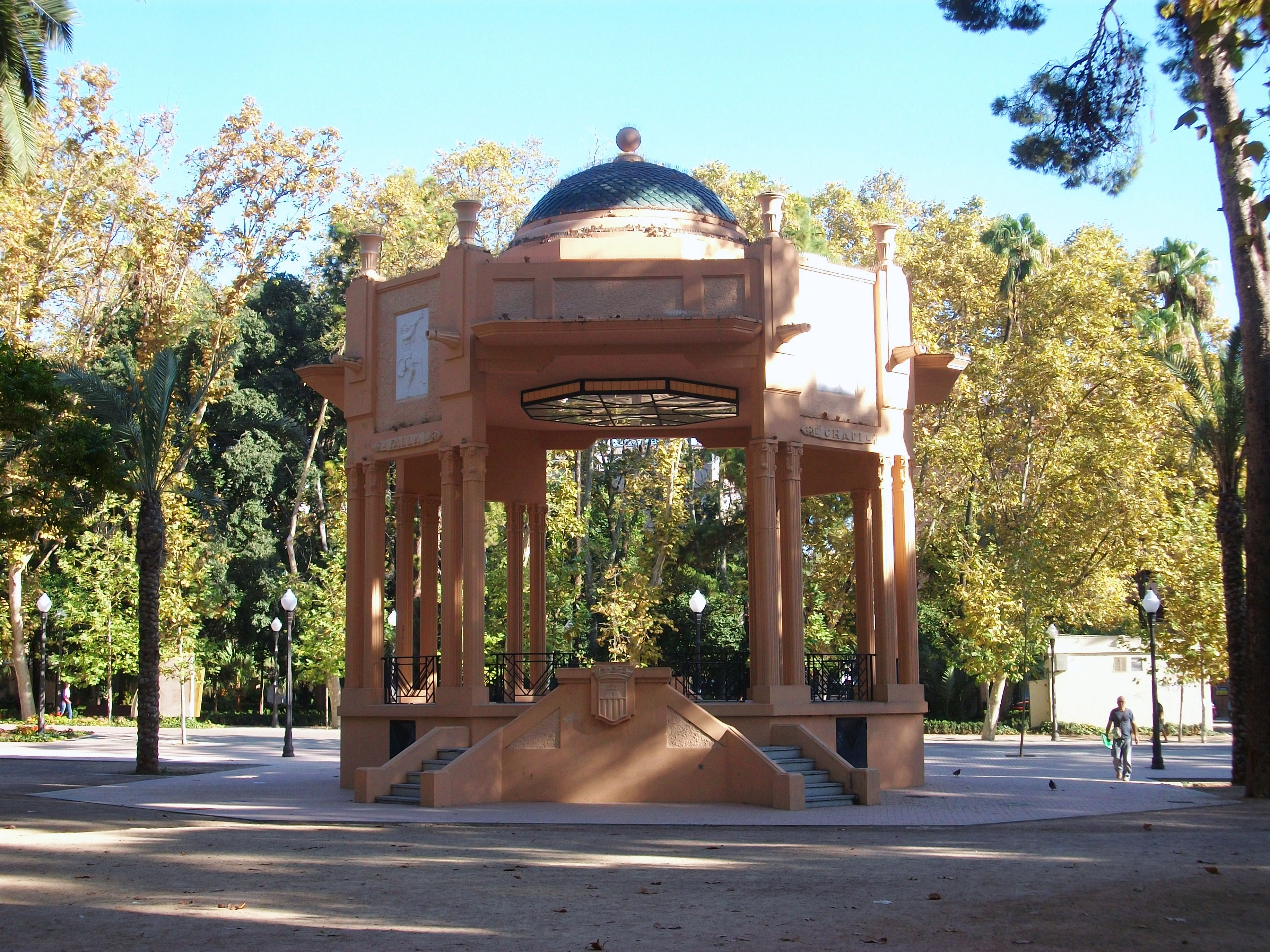
Musikpavillon
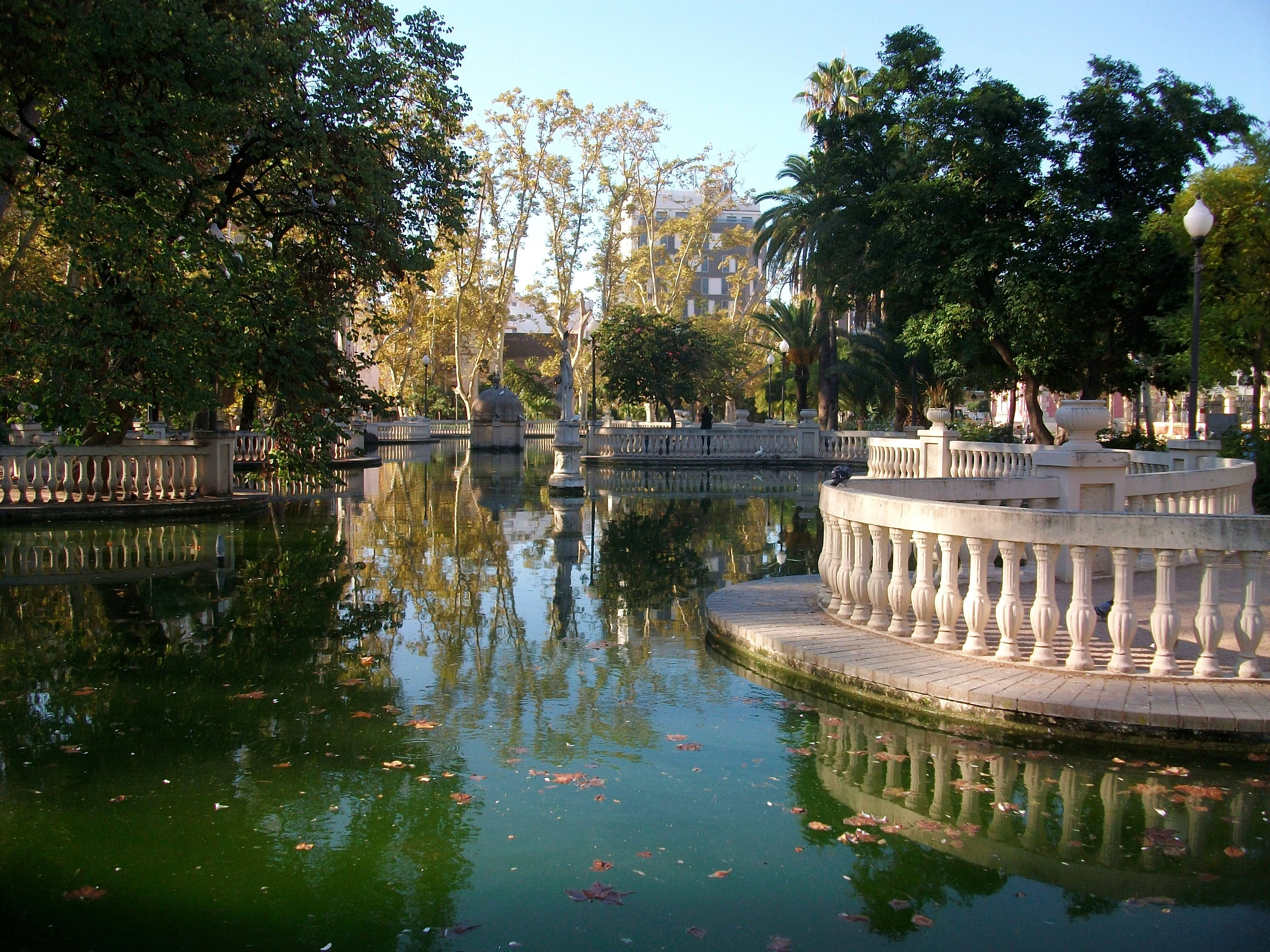
Teichanlage
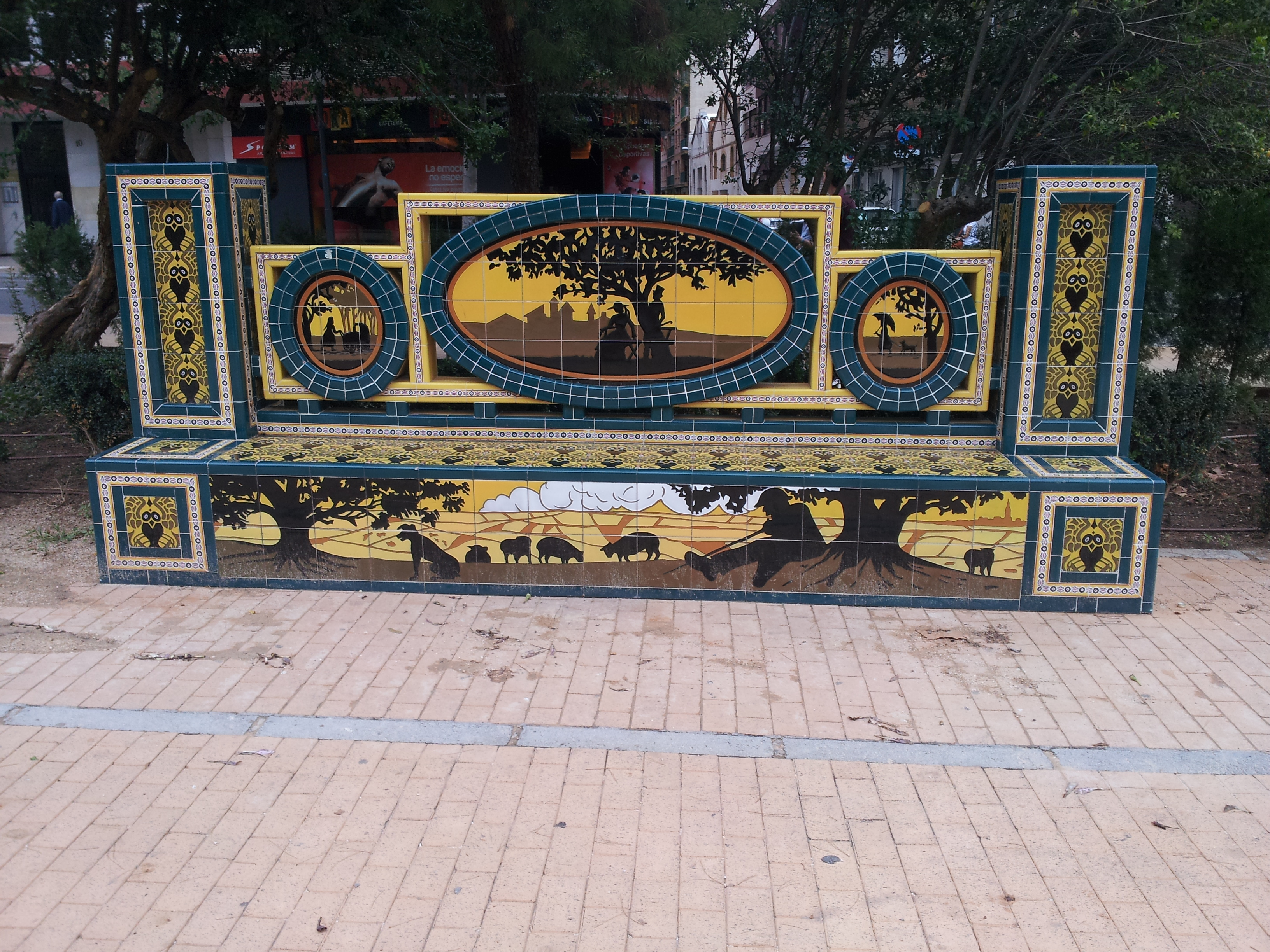
Typische Mosaik-Parkbank
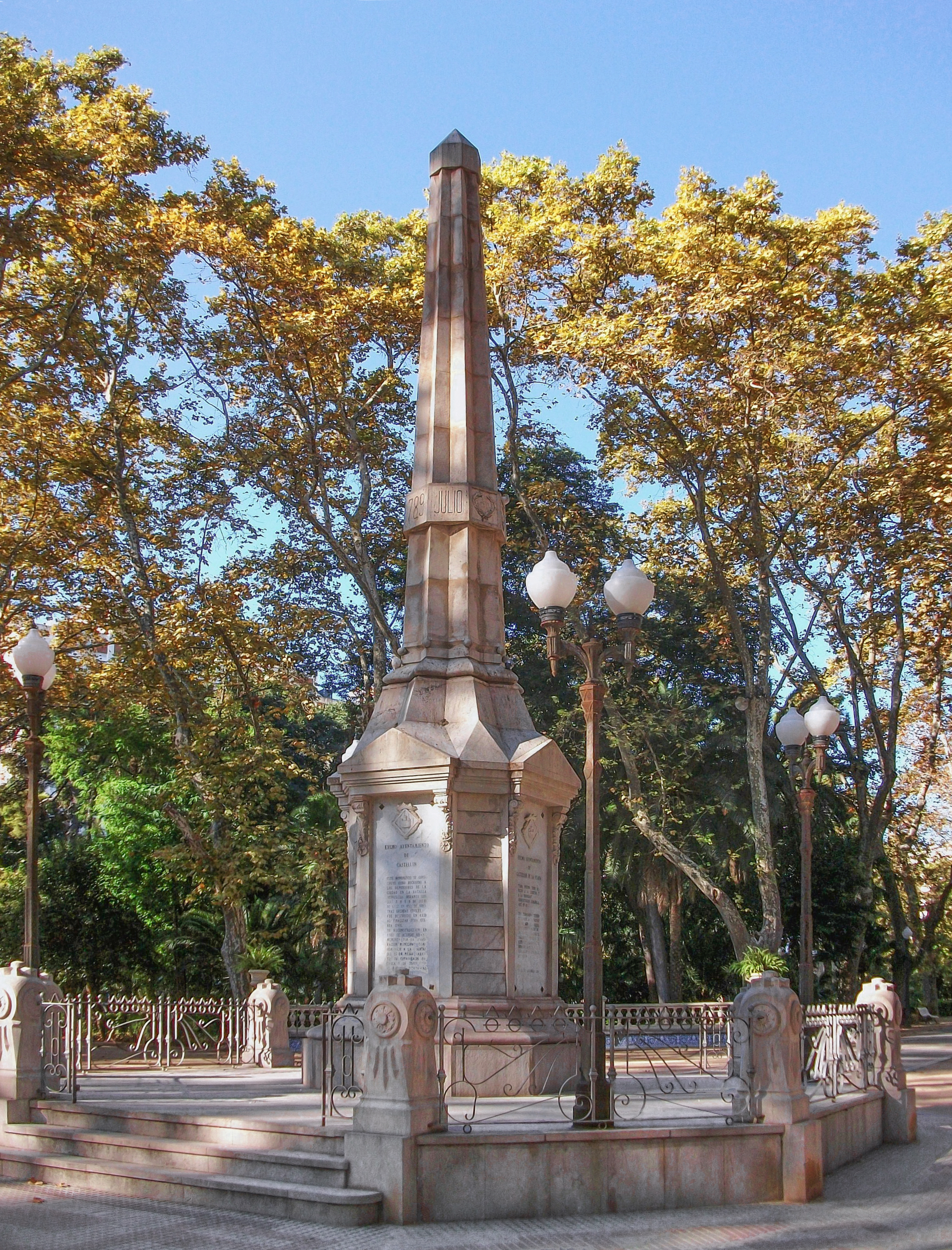
Obelisk
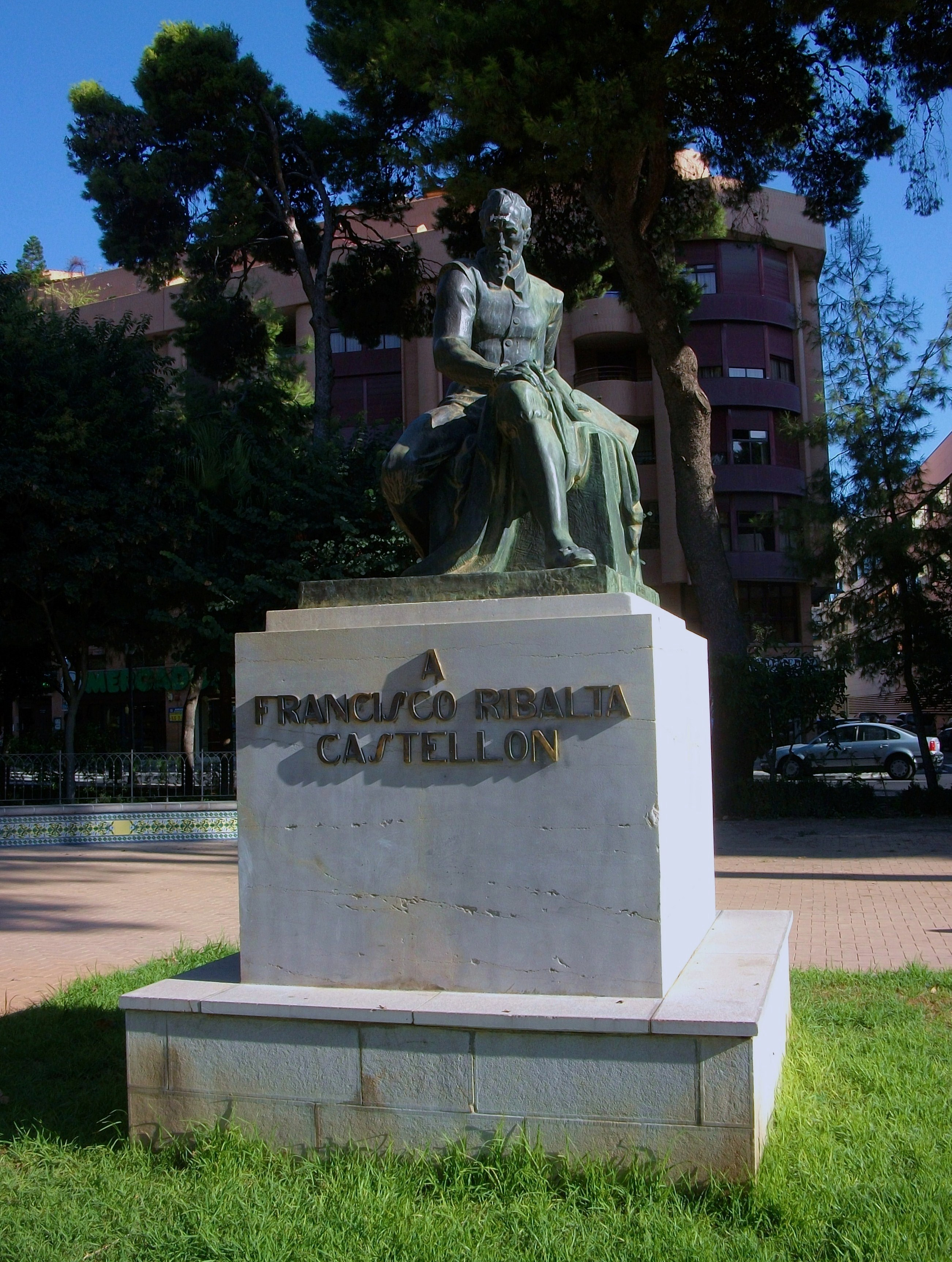
Denkmal für Francesc Ribalta
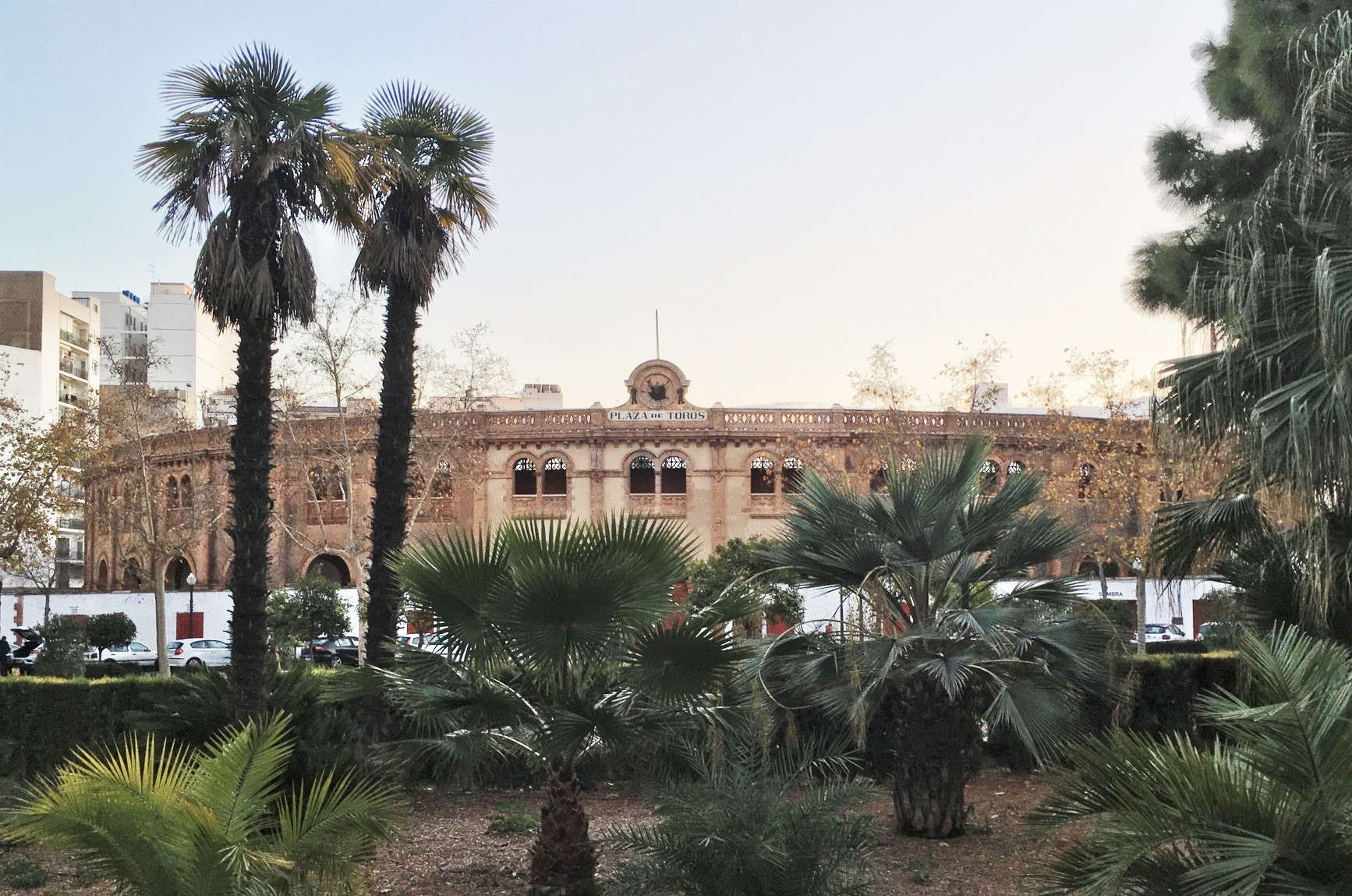
Stierkampfarena Castellón